# Mark Grace
Mark Eugene Grace (né le 28 juin 1964 à Winston-Salem, Caroline du Nord, États-Unis) est un ancien joueur de la Ligue majeure de baseball qui évolue pour les Cubs de Chicago de 1988 à 2000 et les Diamondbacks de l'Arizona de 2001 à 2003.
En octobre 2014, il est nommé assistant-instructeur des frappeurs des Diamondbacks.
Trois fois invité au match des étoiles et gagnant de 4 Gants dorés pour son jeu défensif au premier but, Mark Grace maintient en carrière une moyenne au bâton de ,303 et une moyenne de présence sur les buts de ,383. Il remporte avec Arizona la Série mondiale 2001. Il frappe 2 445 coups sûrs durant sa carrière et avec 1 754 est le joueur des majeures qui en compte le plus durant les années 1990.

## Carrière de joueur

### Cubs de Chicago
Joueur des Aztecs de l'université d'État de San Diego, Mark Grace est repêché en 1985 au 24e tour de sélection par les Cubs de Chicago. Il fait ses débuts dans le baseball majeur le 2 mai 1988 avec les Cubs et y joue les 13 premières années d'une carrière de 16 saisons. À sa première année, il maintient une moyenne au bâton de ,296 en 134 parties jouées et termine deuxième du vote annuel désignant la recrue par excellence de la Ligue nationale derrière le lauréat Chris Sabo de Cincinnati. Il arbore le numéro d'uniforme 28 à sa saison initiale avant de changer l'année d'après pour le 17, le numéro qu'il portera pour tout le reste de sa carrière. Dès 1989, il est parmi les meilleurs joueurs de la ligue : il élève sa moyenne au bâton à ,314 et sa moyenne de présence sur les buts à ,405 et termine 14e du vote de fin d'année désignant le joueur par excellence de la Ligue nationale, un honneur qu'il ne remporte pas mais pour lequel il est considéré lors de 4 saisons différentes.
Grace frappe pour au moins ,300 de moyenne au bâton dans 9 de ses 13 saisons avec les Cubs. À 9 reprises durant ses années avec Chicago et une autre fois avec Arizona sa moyenne de présence sur les buts atteint au moins ,380. Il est dans le top 10 de la Ligue nationale dans cette dernière catégorie à 7 reprises, chaque fois comme porte-couleurs des Cubs. Il affiche sa moyenne au bâton la plus élevée (,331) en 1996 et son meilleur pourcentage de présence sur les buts (,409) en 1997. Son plus haut total de coups sûrs en une année est de 193 en 1993 et il mène la Ligue nationale avec 51 doubles en 1995.
Invité au match des étoiles en 1993, 1995 et 1997, Mark Grace reçoit le Gant doré du meilleur joueur de premier but défensif lors des saisons 1992, 1993, 1995 et 1996. Il réussit un cycle le 9 mai 1993 face aux Padres de San Diego.
De tous les joueurs des majeures, Mark Grace est celui qui frappe le plus grand nombre de coups sûrs (1 754) et de doubles (364) durant la décennie 1990.

### Diamondbacks de l'Arizona
Grace rejoint les Diamondbacks de l'Arizona pour la saison 2001 et y passe les trois dernières années de sa carrière. Il participe à la conquête de la Série mondiale 2001 par Arizona. Il frappe un coup de circuit au Yankee Stadium dans le 4e match de la finale. Les Diamondbacks remportent le titre de façon spectaculaire en marquant deux fois en fin de 9e manche du 7e et dernier match de Série mondiale, pour triompher 3-2 des Yankees de New York. Mark Grace lance le ralliement dans cette manche en se rendant sur les buts en premier, grâce à un simple aux dépens du lanceur étoile Mariano Rivera,.
Mark Grace est aussi « honoré » d'une façon particulière par les Diamondbacks : depuis la saison 2010, une mascotte à son effigie, surnommée Racing Gracie et dominée d'une tête démesurée, est l'une des 4 à l'effigie d'anciennes vedettes de la franchise à participer à la « Course des légendes » (Legends Race) entre deux manches d'un match local. Elle est en compétition contre les mascottes à l'effigie de Luis Gonzalez, Randy Johnson et Matt Williams.

## Carrière dans les médias
De 2004 à 2012, Grace est commentateur sportif lors des matchs à la télévision des Diamondbacks de l'Arizona pour Fox Sports.

## Problèmes avec la justice
Mark Grace est à deux reprises arrêté pour conduite en état d'ébriété d'un véhicule, le 30 mai 2011 puis le 23 août 2012, chaque fois à Scottsdale en Arizona. Cette seconde arrestation entraîne son retrait des ondes de Fox Sports Arizona, où il était employé. De février à juin 2013, il purge une sentence de 4 mois de prison en Arizona, séjour suivi d'une période de probation de deux ans.

## Carrière d'instructeur
En 2013 et 2014, Mark Grace est instructeur des frappeurs dans les ligues mineures de baseball, la première année avec le club-école de niveau recrues des Diamondbacks dans la Ligue de l'Arizona, et la seconde année avec les Hops de Hillsboro, leur club-école de niveau A (saison courte) dans la Northwest League.
Le 16 octobre 2014, Mark Grace devient le nouvel assistant de l'instructeur des frappeurs Turner Ward chez les Diamondbacks de l'Arizona. Il demeure dans le même rôle aux côtés du nouvel entraîneur des frappeurs Dave Magadan en 2016.